# Stephanie De Ville
Stephanie De Ville lub Stephanie Devillé (ur. 24 lipca 1976 w Antwerpii) – belgijska tenisistka.

## Kariera
W swoim pierwszym występie w turnieju ITF we francuskim Reims w 1992 dotarła do ćwierćfinału, gdzie przegrała z Sarah Pitkowski 4:6, 3:6.
W czerwcu 1993 wygrała turniej ITF w Aveiro. W tym samym roku dotarła jeszcze do finału rozgrywek w Koksijde, ale tam przegrała z Argentynką Marianą Díaz-Olivą 1:6, 3:6.
W 1994 była finalistką turniejów ITF w belgijskich Rebecq i Koksijde. Rok później wygrała zawody w Kartaginie.
Rok 1996 to trzy zwycięstwa w turniejach ITF. Pierwsze odniosła w Bordeaux po zwycięstwie w decydującym meczu z Anne-Gaëlle Sidot 6:4, 7:5.
Następne dwa w Budapeszcie i Sedonie. Kolejny tytuł zdobyła dopiero pod koniec listopada w 1998 w Moulins. W tym roku odniosła także jedyne deblowe zwycięstwo w turnieju ITF z rodaczką Kim Clijsters w Brukseli.
W 1999 triumfowała w Gelos po wygranej w finale nad Martą Marrero 3:6, 6:1, 7:5. We wcześniejszej fazie tego turnieju wygrała z Włoszką Francescą Schiavone 6:3, 5:7, 6:2. Ostatnią wygraną turniejową odnotowała w czerwcu 2000 w holenderskim Velp.
Rok później zakończyła karierę.

## Turnieje ITF

### Gra pojedyncza

#### Mistrzyni
| Lp. | Rok                 | Turniej   | Nawierzchnia | Finalistka            | Wynik            |
| --- | ------------------- | --------- | ------------ | --------------------- | ---------------- |
| 1.  | 14 czerwca 1993     | Aveiro    | twarda       | Olivia De Camaret     | 3:6, 6:4, 7:6(6) |
| 2.  | 7 sierpnia 1995     | Kartagina | ziemna       | Cintia Tortorella     | 6:2, 7:5         |
| 3.  | 13 maja 1996        | Bordeaux  | ziemna       | Anne-Gaëlle Sidot     | 6:4, 7:5         |
| 4.  | 10 czerwca 1996     | Budapeszt | ziemna       | Noelle Van Lottum     | 6:2, 6:2         |
| 5.  | 7 października 1996 | Sedona    | twarda       | Laxmi Poruri          | 1:6, 6:2, 7:6(5) |
| 6.  | 2 listopada 1998    | Moulins   | twarda       | Berengere Karpenschif | 1:6, 6:4, 6:1    |
| 7.  | 1999                | Gelos     | ziemna       | Marta Marrero         | 3:6, 6:1, 7:5    |
| 8.  | 26 czerwca 2000     | Velp      | ziemna       | Nicole Melch          | 7:6(4), 6:1      |

### Gra podwójna

#### Mistrzyni
| Lp. | Rok           | Turniej  | Nawierzchnia | Partnerka     | Finalistki                    | Wynik    |
| --- | ------------- | -------- | ------------ | ------------- | ----------------------------- | -------- |
| 1.  | 20 lipca 1998 | Bruksela | ziemna       | Kim Clijsters | Maria Boboedova Jelena Krutko | 6:1, 7:5 |